# ケンドリック (駆逐艦)
ケンドリック(USS Kendrick,DD-612)は第二次世界大戦中に就役したアメリカ海軍の駆逐艦 ベンソン級駆逐艦のうちの1隻。 南北戦争で活躍したチャールズ・S・ケンドリック卿にちなんで名付けられた。 
ケンドリックは1942年4月2日に カリフォルニア州サンペドロのベツレヘムスチールコーポレーションにて、チャールズ・S・ケンドリックの孫娘J・ハンソン・デルバックが名付け親となり進水した。1942年9月12日、C・T・コーフィールド中佐の元、就役した。
1943年9月2日、ドイツ軍機の魚雷攻撃で損傷した。

## 受賞
ケンドリックは第二次世界大戦のサービスで3つのバトルスターを受賞した。 
2009年の時点で、米国海軍において同名の艦は就役していない。 